# Storia di una monaca di clausura
Storia di una monaca di clausura  è un film del 1973 diretto da Domenico Paolella.
La pellicola ha per protagonista una giovanissima Eleonora Giorgi. 
Il film si inserisce nel cosiddetto filone "conventuale" del cinema italiano, in voga in quel periodo.
Nello stesso anno, stesso regista e stesso sceneggiatore girano Le monache di Sant'Arcangelo, con protagonista una giovanissima Ornella Muti.

## Trama
5 aprile 1624: la neonata Carmela Maria Rosa, figlia dei marchesi Simoni, viene solennemente promessa in sposa a Enrico Maria Riccardo, neonato figlio dei duchi Della Scala, con l'intento di unire le loro proprietà in un unico feudo.
Molti anni più tardi Carmela ama Giuliano, un semplice e povero giovanotto. Con la guerra alle porte i marchesi Simoni si affrettano affinché Carmela convoli a nozze con Enrico. All'ennesimo rifiuto di Carmela nell'accettare un uomo che non ama, per rimediare al disonore recato all'intera famiglia i genitori la costringono a entrare in un convento di clausura.
Appena arrivata viene confinata per 30 giorni in una cella di isolamento a scopo purificativo, affinché venga consegnata alla morte della carne. All'uscita dall'isolamento conosce suor Elisabetta e la madre superiora che la prende sotto la sua custodia.
Durante la notte, alcune monache escono di nascosto dalle loro celle. Suor Elisabetta è solita uscire dal convento per recarsi a una vicina chiesa in rovine in cui incontra un certo Diego con cui ha dei rapporti, non ignorando le reciproche effusioni che le monache si scambiano tra di loro.
Una notte, udite le forti urla di una monaca affetta da schizofrenia, Carmela si spaventa, esce dalla propria cella e bussa alla vicina porta di suor Elisabetta; quest'ultima la consola, tuttavia la novizia scorge nel letto della monaca un'altra sorella. Essendo severamente vietato uscire dalla propria cella durante la notte, Carmela viene punita con sette frustate. Nonostante ciò nelle notti successive Carmela si incontra in uno scantinato con le altre monache in cui bevono, si truccano, si mascherano e inscenano commedie sentimentali.
Infatuatasi di Carmela, suor Elisabetta tenta di attirarsi la sua fiducia e le sue lusinghe facendole incontrare Giuliano nell'antica chiesa. La monaca infine si dichiara proponendole un rapporto amoroso, ma la novizia la respinge fermamente. Ferita nei sentimenti e convinta ch'ella preferisca le attenzioni della madre superiora, la monaca mette in atto la propria vendetta: fa uccidere Giuliano per mano degli uomini di Diego.
Rimasta incinta e diventata nel frattempo suor Agnese del Gesù, le monache l'accudiscono fino alla nascita del bambino, finché la notizia non giunge a un cardinale, che scomunica le monache e scioglie la comunità. Prima che vengano portate via dai soldati, Carmela viene fatta fuggire col bambino.

## Produzione
Il film si dichiara ispirato a fatti realmente accaduti, tratti da documenti d'archivio dell'Abbazia di San Giacomo. La didascalia finale del film recita:

## Galleria d'immagini

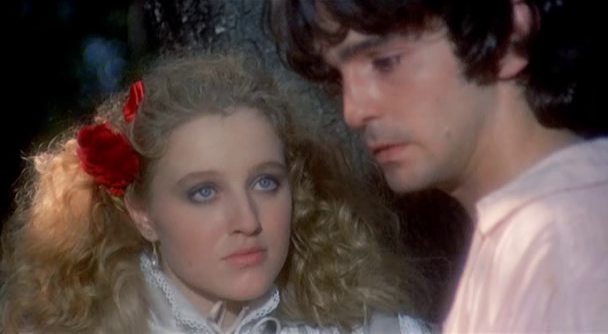
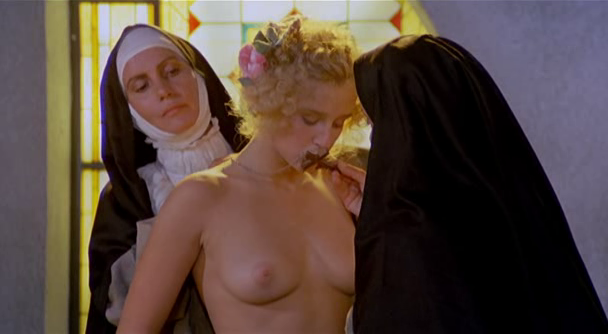
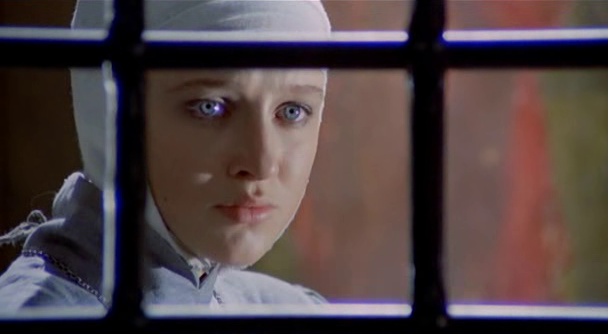

## Critica
(Aggeo Savioli su l'Unità del 17 novembre 1973)